# جون كرانستون (لاعب كرة قدم أمريكية)
جون كرانستون (بالإنجليزية: John Cranston)‏ هو لاعب كرة قدم أمريكية أمريكي، ولد في 18 نوفمبر 1865 في Sheridan, New York ‏ في الولايات المتحدة، وتوفي في 17 ديسمبر 1931 في Waban, Massachusetts ‏ في الولايات المتحدة.